# Miss Nigeria

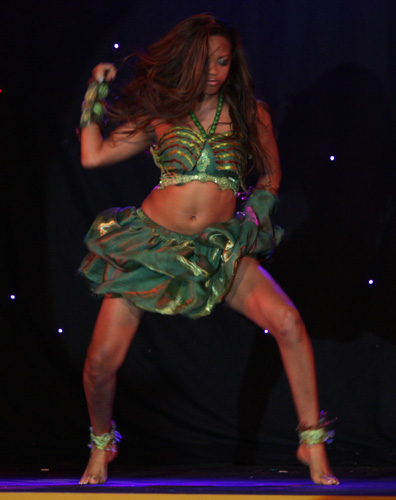
Adaeze Igwe, Miss Nigeria 2008.

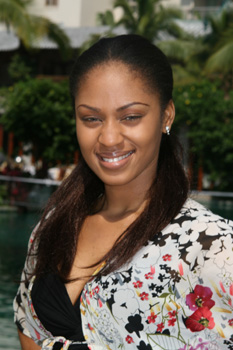
Munachi Abii, Miss Nigeria 2007.

Miss Nigeria è un concorso di bellezza femminile che si tiene annualmente in Nigeria. Il concorso inizialmente sceglieva la propria vincitrice attraverso delle fotografie. Prima del 1986, le vincitrici rappresentavano il proprio paese nei concorsi internazionali come Miss Mondo. attualmente questo ruolo è svolto da lconcorso Most Beautiful Girl in Nigeria, mentre le vincitrici di Miss Nigeria diventano ambasciatrici culturali del proprio paese.
Nel 2010, dopo una pausa di sei anni, il concorso di Miss Nigeria è stato rilanciato da una nuova organizzazione (precedentemente il concorso era organizzato dal Times Leisure Services, editore del Daily Times), e con un nuovo tagline Una nazione, un popolo, una regina. Nike Oshinowo-Soleye e direttore creativo ed organizzatore del concorso.
Il concorso Most Beautiful Girl in Nigeria inizialmente conosciuto come Miss Universe Nigeria è iniziato nel 1983, ed è stato creato dal Silverbird Group. Dal 1986 ha assunto il nome attuale. Le vincitrici rappresentano la Nigeria a Miss Mondo e Miss Universo. Dopo la fine del concorso Miss Nigeria, Most Beautiful Girl in Nigeria è diventato il concorso di bellezza nazionale ufficiale per la Nigeria.

## Albo d'oro

### Miss Nigeria
| Anno | Vincitrice                       | Stato di origine        |
| ---- | -------------------------------- | ----------------------- |
| 1957 | Grace Oyelude                    | Regioni occidentali     |
| 1958 | Helen Anyamaeluna                | Regioni orientali       |
| 1959 | Nene Etule                       | Non nigeriana (Camerun) |
| 1960 | Rosemary Anieze                  | Mid-Regioni occidentali |
| 1961 | Clara Emefiena                   |                         |
| 1962 | Yemi Idowu                       | Regioni occidentali     |
| 1963 | Alice Aleebe                     |                         |
| 1964 | Edna Park                        |                         |
| 1965 | Anna Ioboweime                   |                         |
| 1967 | Rosaline Balogun                 | Regioni occidentali     |
| 1968 | Foluke Ogundipe                  | Regioni occidentali     |
| 1969 | Stella Owivri                    |                         |
| 1972 | Victoria Bamidele                |                         |
| 1977 | Toyin Monney                     |                         |
| 1978 | Irene Omagbemi                   |                         |
| 1979 | Helen Prest                      | Bendel                  |
| 1980 | Syster Jack                      |                         |
| 1981 | Tokunbo Onanuga (detronizzata)   |                         |
| 1982 | Rita Martins                     |                         |
| 1984 | Cynthia Oronsaye                 |                         |
| 1985 | Rosemary Okeke                   |                         |
| 1986 | Rita Anuku                       |                         |
| 1987 | Stella Okoye                     | Imo                     |
| 1988 | Wunmi Adebowale                  |                         |
| 1990 | Binta Sukai                      | Kaduna                  |
| 1991 | Bibiana Ohio                     |                         |
| 1993 | Janet Fateye                     |                         |
| 1994 | Clara Ojo                        | Edo                     |
| 1998 | Regina Nwabunar                  | Abia                    |
| 2000 | Vien Tetsola                     | Delta                   |
| 2001 | Valerie Peterside (detronizzata) | Rivers                  |
| 2001 | Amina Ekpo (rimpiazza Peterside) | Akwa Ibom               |
| 2002 | Sylvia Edem                      | Cross River             |
| 2003 | Nwando Okwosa                    | Anambra                 |
| 2004 | Ene Lawani                       | Benue                   |
| 2010 | Oluwadamilola Agbajor            | Anambra                 |
| 2011 | Oluwafeyijimi Modupeola Sodipo   | Ogun                    |
| 2013 | Ezinne Akudo Anyaoha             | Imo                     |
| 2015 | Pamela Lessi                     | Peter-Vigboro Rivers    |
| 2016 | Chioma Stephanie Obiadi          | Anambra                 |
| 2017 | Mildred Peace Ehiguese           | Adamawa                 |
| 2018 | Chidinma Leilani Aaron           | Enugu                   |
| 2019 | Beauty Etsanyi Tukura            | Taraba                  |
| 2021 | Shatu Garko                      | Kano                    |

### Most Beautiful Girl in Nigeria
| Anno | Vincitrice                   | Stato rappresentato |
| ---- | ---------------------------- | ------------------- |
| 1986 | Lynda Chuba-Ikpeazu          | Imo                 |
| 1987 | Omasan Buwa                  | Warri               |
| 1988 | Bianca Onoh (Detronizzata)   | Abuja               |
| 1989 | Regina Askia                 | Akwa Ibom           |
| 1990 | Sabina Umeh                  | Imo                 |
| 1991 | Nike Oshinowo                | Ogun                |
| 1992 | Sandra Petgrave              | Akwa Ibom           |
| 1993 | Rhihole Gbinigie             | Lagos               |
| 1994 | Susan Hart                   | Benue               |
| 1995 | Toyin Raji                   | Kogi                |
| 1996 | Emma Komlosy                 | Lagos               |
| 1998 | Chika Chikezie               | Imo                 |
| 1999 | Angela Ukpoma                | Imo                 |
| 2000 | Matilda Kerry                | Rivers              |
| 2001 | Agbani Darego (detronizzata) | Rivers              |
| 2001 | Ann Suinner                  | Abuja               |
| 2002 | Chinenye Ochuba              | Anambra             |
| 2003 | Celia Bissong                | Calabar             |
| 2004 | Anita Uwagbale               | Benin City          |
| 2005 | Omowunmi Akinnifesi          | Kwara               |
| 2006 | Abiola Bashorun              | Lagos               |
| 2007 | Munachi Nwankwo              | Imo                 |
| 2008 | Adaeze Igwe                  | Anambra             |
| 2009 | Glory Chuku                  | Nasarawa            |
| 2010 | Fiona Amuzie Afora           | Plateau             |
| 2011 | Sophie Gemal                 | Bayelsa             |
| 2012 | Damiete Charles-Granville    | Rivers              |